# Heliconia bourgaeana
Heliconia bourgaeana là một loài thực vật có hoa trong họ Heliconiaceae. Loài này được Petersen mô tả khoa học đầu tiên năm 1890.

## Hình ảnh

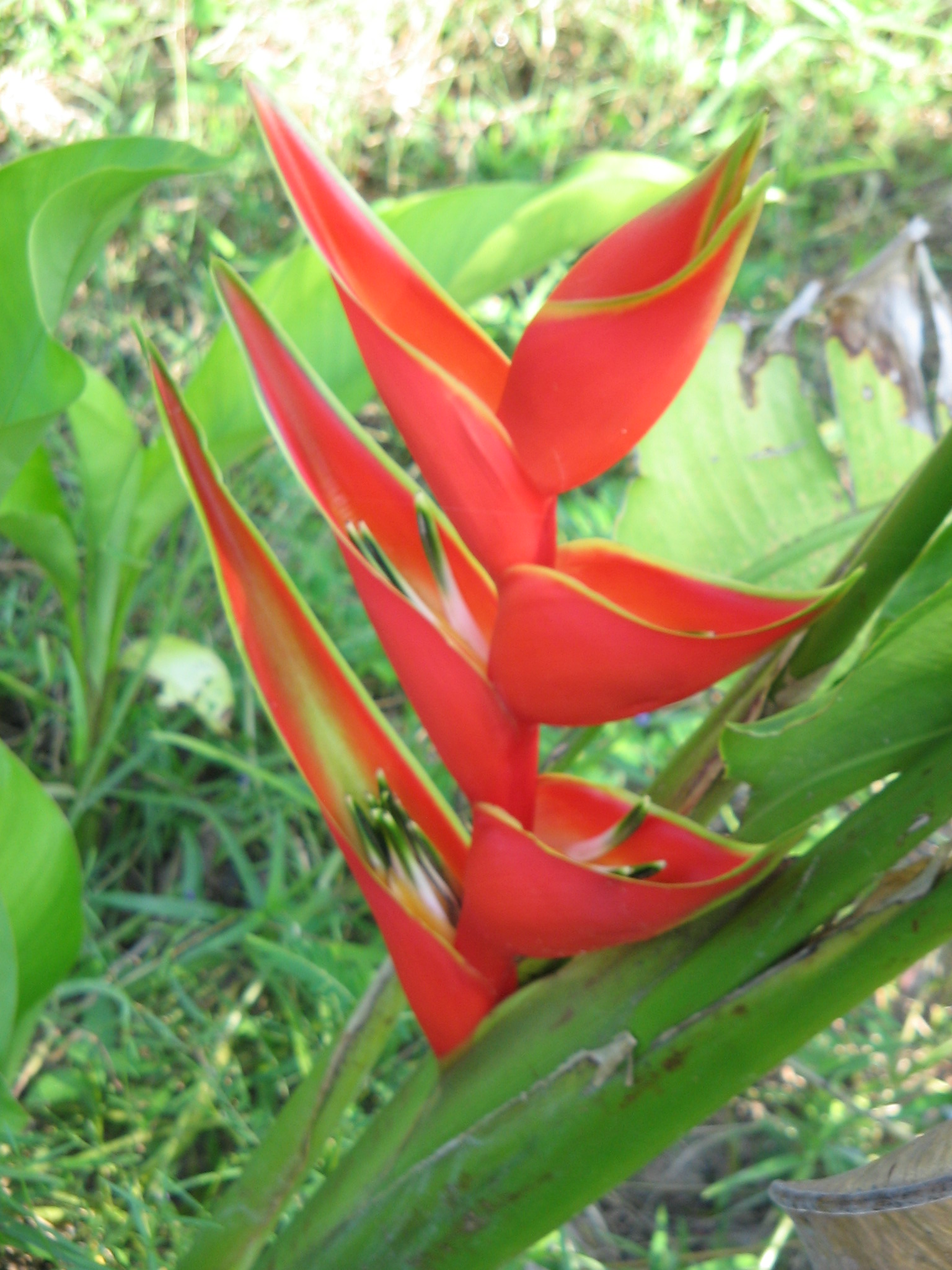